# Stuart Edward Mann
Stuart Edward Mann (* 11. Juni 1905 in Nottingham; † 5. August 1986) war ein britischer Sprachwissenschaftler. Er befasste sich insbesondere mit albanischer, tschechischer und armenischer Sprachgeschichte.

## Leben
Mann promovierte 1927 in Bristol. Von 1929 bis 1931 lebte er in Tirana und lehrte danach an der Masaryk-Universität in Brünn Englische Sprache. Von 1947 bis zu seiner Pensionierung 1972 las er Tschechische und Albanische Literatur an der School of Slavonic and East European Studies der University of London. Zuletzt war er Autor eines umfangreichen vergleichenden indoeuropäischen Wörterbuches.

## Veröffentlichungen (Auswahl)
- An Indo-European comparative dictionary. Hamburg 1987
- An Albanian historical grammar. Hamburg 1977
- Czech historical grammar. Hamburg 1977
- Albanian Literature. London 1955
- A historical Albanian and English dictionary (1496–1938). London 1938